# Barbuñales
Barbuñales (Barbuñáis en aragonés) es un municipio de la comarca Somontano de Barbastro en la provincia de Huesca, situado al extremo de una llanura a la izquierda del río Alcanadre, su distancia a Huesca es de 42 km.

## Historia
- El 3 de junio de 1395 doña María, mujer del infante Martín, vendió Pertusa y sus aldeas, entre ellas Barbuñales, a Bernardo de Pinós (SINUÉS, nº. 1412)
- En 1414 era aldea de Pertusa (ARROYO, p. 100)
- El 23 de marzo de 1417 el rey Alfonso V de Aragón vendió la villa de Pertusa y su barrio de Barbuñales a Berenguer de Bardají (SINUÉS, nº. 1414)
- El 8 de enero de 1496 el rey Fernando II de Aragón confirmó la venta de 1417 (SINUÉS, nº. 1417)

## Economía
- Básicamente sector primario, agricultura de secano. Aunque bajo su término municipal transcurra el canal del Cinca, son los cultivos como el cereal los más extendidos. Recuperando también los viñedos dentro de la denominación de origen "Somontano". Otros cultivos que se dan son el almendro y en menor medida el olivo.
- Existe un proyecto de puesta en regadío de una parte del municipio.

## Administración y política
| Período   | Alcalde                                  | Partido |  |
| --------- | ---------------------------------------- | ------- |  |
| 1979-1983 | Ángeles Lacoma Arazo                     | UCD     |  |
| 1983-1987 | Ángeles Lacoma Arazo                     | AP      |  |
| 1987-1991 | Félix Perera                             | PSOE    |  |
| 1991-1995 | Félix Perera                             | PSOE    |  |
| 1995-1999 | Ricardo Calvo Rubiella                   | PSOE    |  |
| 1999-2003 | Ricardo Calvo Rubiella                   | PSOE    |  |
| 2003-2007 | Manuel Colungo Herrán                    | PP      |  |
| 2007-2011 |                                          | PP      |  |
| 2011-2015 | Manuel Colungo Herrán                    | PP      |  |
| 2015-2019 | Fidel Ciprián Minguillón                 | PSOE    |  |
| 2019-2024 | Antonio Demetrio Garcés Lasús (P.S.O.E.) | PSOE    |  |

| Partido político    | Partido político                                   | 2003   | 2007   | 2011   | 2015   |
| Partido político    | Partido político                                   | Ediles | Ediles | Ediles | Ediles |
|                     | Partido Popular de Aragón (PP)                     | 4      | 3      | 4      | 1      |
|                     | Partido de los Socialistas de Aragón (PSOE-Aragón) | 1      | 2      | 1      | 1      |
|                     | Partido Aragonés (PAR)                             | —      | —      | —      | 1      |
|                     | Chunta Aragonesista (CHA)                          | —      | 0      | —      | —      |
| Total de concejales | Total de concejales                                | 5      | 5      | 5      | 3      |

## Demografía
Barbuñales cuenta con una población de 95 habitantes (INE 2024).
| Gráfica de evolución demográfica de Barbuñales entre 1842 y 2021 |
| |
| Población de derecho según los censos de población del INE Población de hecho según los censos de población del INEEn este censo se denominaba Barbuñales y el Monte de Lizano: 1842 |

## Monumentos

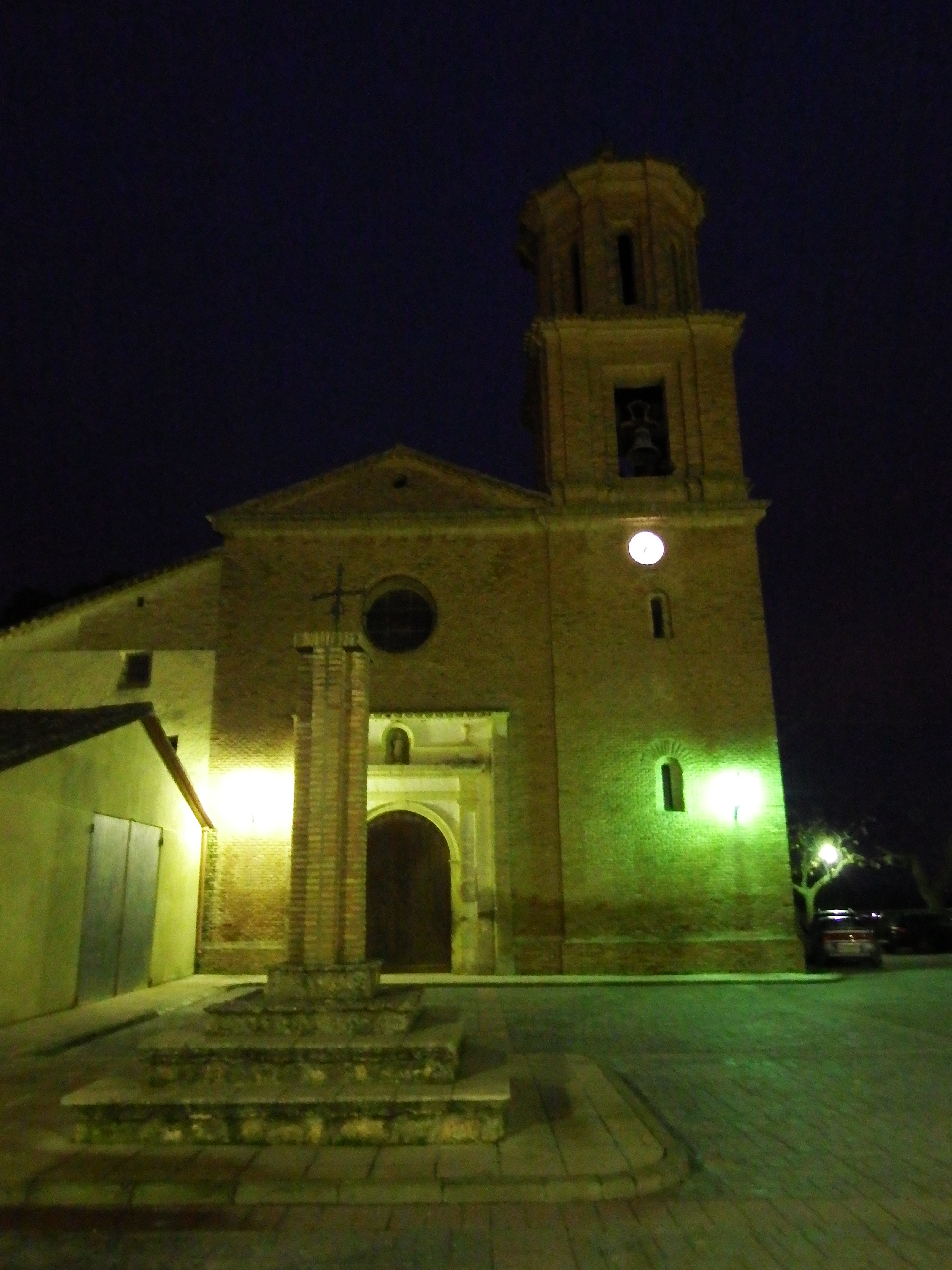
Iglesia de San Lorenzo

- Iglesia parroquial dedicada a San Lorenzo (barroco), datada en 1666.
  - Cruz latina, con cúpula sobre el crucero, decorado en su totalidad con yeserías de lazo.
  - La capilla de los Azara, donde se encuentra el sepulcro neoclásico de Nicolás de Azara decorado con un bello relieve.
- Ermita de Santa Bárbara (restaurada recientemente).
- Fuente de las Calzadas (1571).
  - El agua se canalizó y condujo desde el lejano manantial hasta la fuente por medio de alcaduces o caños de barro.
- Restos de un puesto de guardia de posible origen musulmán que se llama "Torre Moreu" en la zona este del municipio.
- Cercano al río Alcanadre se divisan también restos de un antiguo asentamiento que se conoce con el nombre de "Pueblo de Lizana", muy degradado pero que se pueden adivinar aún los trazados de alguna calle y casa.

## Cultura
- Esta localidad es el lugar natal de Félix de Azara (1742-1821), militar, marino, ingeniero, descubridor y el naturalista más destacado de su tiempo. Volvió a su casa de Barbuñales, ya retirado. Igualmente nació en ella su hermano José Nicolás de Azara (1730-1804), diplomático y coleccionista.
- El casal de los Azara
  - escudo fechado en 1879
  - monumental edificación con galería de arcos de ladrillo bajo el alero
- Carrascal de Lizana
- Señoritas de Lizana
  - dos columnas de material arcilloso coronadas por plataformas de arenisca a modo de sombrero

## Deportes
- El Carrascal de Lizana, es considerado uno de los mejores encinares del Altoaragón, habitado por el gato montés, la garduña, la jineta y una importante población de jabalí que, junto a conejos y perdices, lo convierten en un lugar propicio para la práctica de la caza menor
- Circula el Gran Recorrido GR 45 Senderos del Somontano
- Día 20 de enero en honor de san Sebastián (hogueras)
- Día 10 al 14 de agosto en honor de san Lorenzo (patronales)
- Día 4 de diciembre en honor a Santa Bárbara

## Ocio
- En cuanto al ocio, en Barbuñales podemos encontrar una pista deportiva con múltiples utilidades, tanto para jugar a fútbol sala, tenis o baloncesto. Además a su lado está el bar del pueblo donde se realizan torneos de juegos de cartas como el guiñote o el rabino.
- En el verano, están habilitadas las piscinas municipales.
- Hay también, un campo de fútbol donde antiguamente jugaba el equipo del pueblo.